# Amilcar CS
 (janvier 2017).
L'Amilcar CS est une voiture de sport fabriquée par le constructeur automobile français Amilcar de 1922 à 1925.
Elle est propulsée par un quatre cylindres en ligne de 1 004 cm3, disposant d'un arbre à cames latéral et développant 25 chevaux.